# La Ferté-Loupière
La Ferté-Loupière es una comuna francesa situada en el departamento de Yonne, en la región de Borgoña-Franco Condado.

## Demografía
| 1 160 | 1 196 | 1 153 | 1 137 | 1 287 | 1 329 | 1 352 | 1 348 | 1 441 | 1 406 | 1 428 | 1 391 | 1 368 | 1 270 | 1 299 | 1 325 | 1 220 | 1 190 | 1 134 | 1 082 | 932 | 937 | 906 | 838 | 809 | 777 | 735 | 638 | 602 | 630 | 540 | 561 | 572 | 526 |
| Para los censos de 1962 a 1999 la población legal corresponde a la población sin duplicidades (Fuente: INSEE [Consultar]) |       |       |       |       |       |       |       |       |       |       |       |       |       |       |       |       |       |       |       |     |     |     |     |     |     |     |     |     |     |     |     |     |     |